# Тодд Елік
Тодд Елік (англ. Todd Elik; 15 квітня 1966, Брамптон, Онтаріо) — канадський хокеїст, нападник, який грав в Австрійській хокейній лізі за ХК «Грац».

## Кар'єра
Тод провів три сезони, з 1983 по 1986 роки в хокейній лізі Онтаріо, де грав за клуби «Кінгстон Канадієнс» та «Норт-Бей Центенніалс». Сезон 1986/87 років він провів у команді Університету Реджайни.
У сезоні 1987/88 Елік отримав свій перший професійний контракт з «Колорадо Рейнджерс» (IHL), фарм-клуб НХЛ «Нью-Йорк Рейнджерс». У грудні 1988 року переведений до «Лос-Анджелес Кінгс». За два сезони він відіграв 122 матчі та закинув 31 шайбу. Після «Кінгс» Тод з 1991 по 1997 роки грав за клуби НХЛ: Міннесота Норз-Старс, Едмонтон Ойлерс, Сан-Хосе Шаркс, Сент-Луїс Блюз, Бостон Брюїнс. Тод не завжди потрапляв до основних складів команд за які виступав, а перебуваючи в «Бостон Брюїнс» більшість сезону 1996/97 грав за фарм-клуб Провіденс Брюїнс в АХЛ.
Із сезону 1997/98 Тодд переїхав до Європи до Швейцарської Національної ліги в клуб Лугано. Грав він і за інші швейцарські клуби: «Лангнау», Цуг і Давос. Влітку 2005 переїхав до Австрії в Інсбрук, де протягом двох сезонів виступав за місцевий ТВК Інсбрук, влітку 2007 року повернувся до Швейцарії до клубу «Лангенталь» Національної ліги В. Протягом сезону 2007/08 також виступав за клуб з Любляни «Олімпія», який бере участь в Австрійській хокейній лізі. З 30 січня 2009 канадієць знову грає в швейцарському ХК «Лангнау», замінюючи вибулого Джефа Томса. Влітку він підписав контракт з ХК «Тургау» NLB, а в листопаді приєднався до «Акроні» Єсеніце. Перед початком сезону 2010/11 він покинув словенський клуб і повернувся до Канади.
Із середини листопада 2010 року канадець грав за австрійській клуб ХК «Грац», з якого він був звільнений у січні 2011 року, через розбіжності з тренером.

## Нагороди та досягнення
- Найкращий бомбардир на Кубку Шпенглера 1997.
- Увійшов до команди «Усіх зірок» на Кубок Шпенглера 1999.
- Найцінніший гравець Кубка Шпенглера 1999.